# Jean Mascart

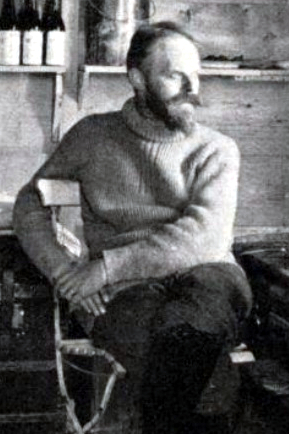
Jean Marcart 1910

Jean Marcel Mascart (* 7. März 1872 in Paris; † 28. März 1935 ebenda) war ein französischer Mathematiker und Astronom.

## Leben

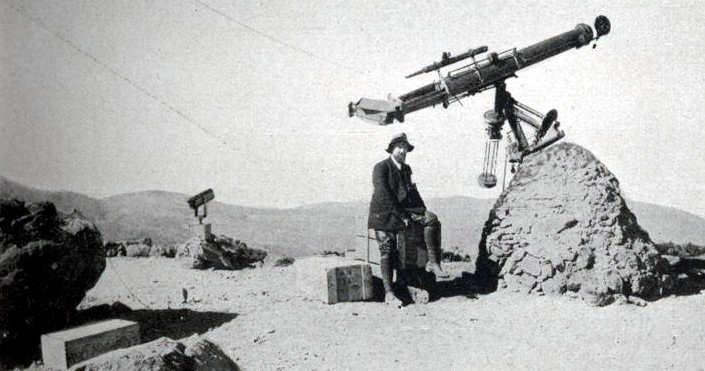
Jean Mascart mit seinem Teleskop 1910 auf der Montaña Guajara

Jean Mascart war das fünfte von sieben Kindern des Physikers Éleuthère Mascart und dessen Frau Françoise Léontine, geb. Briot, (1843–1910). Die französische Pianistin Mathilde Mascart (1866–1952) war seine Schwester.
Er besuchte das Lycée Henri IV und das Lycée Saint-Louis in Paris. Von 1891 bis 1894 studierte er an der  Pariser École Normale Supérieure. Nachdem er 1899 seinen Doktortitel in Naturwissenschaften erlangt hatte, war er für das Astronomielabor an der Fakultät für Naturwissenschaften verantwortlich und überwachte die Installation eines fotografischen Äquatorials. Darüber hinaus wurde er als Assistenz-Astronom am Pariser Observatorium angestellt.
1910 schloss Mascart sich einer von Gotthold Pannwitz geleiteten wissenschaftlichen Expedition nach Teneriffa an. Während die anderen Teilnehmer mehrheitlich Physiologen waren, die den Einfluss des Höhenklimas auf den menschlichen Organismus studierten, nutzte Mascart die klare Atmosphäre des Hochgebirges zur Beobachtung des Halleyschen Kometen. Er schlug sein Lager auf der 2715 m hohen Montaña Guajara auf, wo bereits 1856 der schottische Astronom Charles Piazzi Smyth erste Himmelsbeobachtungen im Hochgebirge gemacht hatte. Es gelang Mascart, mithilfe eines astronomischen Teleskops mit 220 Millimetern Durchmesser und 2,5 Metern Brennweite eine Serie von 64 Fotografien des Kometen aufzunehmen. Des Weiteren beobachtete er den Planeten Jupiter. 1912 folgte Mascart dem Gründer des Lyoner Observatoriums Charles André (1848–1911) als Direktor nach. Gleichzeitig wurde er zum Professor an der Naturwissenschaftlichen Fakultät von Lyon, dem Vorgänger der heutigen Universität Lyon I, ernannt. Er besetzte den Lehrstuhl für Astronomie und den für Integralrechnung. Ab 1913 brachte er das Bulletin de l’observatoire de Lyon heraus, das sich mehr auf Landwirtschaft und Meteorologie als auf Astronomie konzentrierte. 1921 initiierte er die Gründung der französischen Vereinigung der Beobachter veränderlicher Sterne (Association française des observateurs d’étoiles variables), die bis heute aktiv ist.
Mascart beschäftigte sich auch mit dem Klimawandel. Für seine 1925 erschienene Arbeit Notes sur la variabilité des climats wertete er mehr als 3000 wissenschaftliche Publikationen aus. 1933 gab er seinen Posten am Lyoner Observatorium auf. Er starb zwei Jahre später in Paris.
Mascart war Ritter der Ehrenlegion.

## Familie
Jean Mascart heiratete am 16. Oktober 1899 Alice Silvestre (1876–?) in Paris. Das Paar hatte vier Kinder: Georges, Geneviève, Jeannine und Antoinette.

## Werke (Auswahl)
- L'Heure à Paris. Gauthier-Villars, Paris 1907, Online.
- Observations simultanées de la surface de Jupiter réunies. Société astronomique de France, Paris 1907, Online.
- Impressions et observations dans un voyage à Tenerife. Flammarion, Paris 1912, Online.
- La vie et les travaux du chevalier Jean-Charles de Borda (1733–1799). A. Rey, Lyon 1919, eingeschränkte Vorschau in der Google-Buchsuche.
- Notes sur la variabilité des climats. M. Audin, Lyon 1925, Online.